# Arce (Latium)
Arce ist eine italienische Gemeinde in der Region Latium, Provinz Frosinone in Mittelitalien mit 5390 Einwohnern (Stand 31. Dezember 2023). Sie liegt 23 km östlich von Frosinone und 105 km südöstlich von Rom.

## Geographie
Arce liegt auf einem Hügel oberhalb des Tals des Liri. Es ist Mitglied der Comunità Montana Valle del Liri.
Es gliedert sich in die Ortsteile Arce, Campanile, Campostefano, Collealto, Collemezzo, Collenoci, Colleolivo, Colleone, Fontanelle, Frassi, Isoletta, Marzi, Murata, Portone, Puzzaca, Tramonti und Valle.
Das Naturreservat Lago di San Giovanni Incarico / Isoletta umfasst das Gebiet der antiken Städte Fregellae und Fabrateria Nova sowie das wasserreiche Gebiet am Zusammenfluss von Sacco und Liri. Es bietet vor allem zahlreichen Wasservögeln einen Lebensraum.
Die Nachbargemeinden sind Ceprano, Colfelice, Falvaterra, Fontana Liri, Monte San Giovanni Campano, Rocca d’Arce, San Giovanni Incarico und Strangolagalli.

## Verkehr
Arce liegt an der antiken Via Casilina, heute als SS 6 Teil des Fernstraßennetzes, die von Rom nach Kampanien führt. Außerdem liegt die Stadt an der Autostrada del Sole A1 (Anschluss Ceprano), die Mailand mit Neapel verbindet. Eine Eisenbahnverbindung besteht über die Bahnstrecke Avezzano-Sora-Roccasecca.

## Geschichte
Arce lag in der Antike im Gebiet der Stadt Fregellae, die 125 v. Chr. von den Römern zerstört wurde. Die Reste der Stadt werden seit 1978 unter der Leitung von Filippo Coarelli beim Ortsteil Isoletta ausgegraben.
Im ersten Jahrhundert hatte Quintus Tullius Cicero ein Landgut mit dem Namen Arcanum im Gebiet des heutigen Arce.
Erst um das Jahr 650 n. Chr. taucht wieder ein Ort Arcis dokumentarisch auf. 702 wird Arce vom byzantinischen Kaiser dem langobardischen Herzog von Benevent Gisulf I. übergeben.
1191 eroberte Heinrich VI. die Burg von Arce. Sie blieb im Besitz der Staufer, bis sie 1265 von Karl I. von Anjou eingenommen wurde. Er vergab daraufhin die Herrschaft Arce an Gefolgsleute. Zuletzt war die Nichte des Königs von Neapel, Caterina Ferrante d’Aragona, Baronin von Arce. Durch ihre Heirat mit Leonardo della Rovere 1472 kam es an dessen Familie. Die Della Rovere verkauften Arce und Sora 1580 für 120.000 Scudi an die Boncompagni. 
1799 wurde Arce von französischen Truppen geplündert. Am 27. Mai 1849 wurde Arce von Soldaten von Garibaldi für einen einzigen Tag für die kurzlebige Römische Republik eingenommen, doch erst 1861 wurde es endgültig in das Königreich Italien eingegliedert.
1927 kam Arce von der Provinz Terra di Lavoro zur neu gegründeten Provinz Frosinone und verließ damit, geographisch nach über 1000 Jahren Süditalien.

## Bevölkerungsentwicklung
| Jahr      | 1861 | 1881 | 1901 | 1921 | 1936 | 1951 | 1971 | 1991 | 2001 |
| --------- | ---- | ---- | ---- | ---- | ---- | ---- | ---- | ---- | ---- |
| Einwohner | 5267 | 5912 | 7219 | 7256 | 8124 | 7616 | 6058 | 6174 | 6029 |

Quelle: ISTAT

## Politik
Giuseppe Corsetti wurde im Juni 2004 zum Bürgermeister gewählt. Seit dem 27. Mai 2014 übt Roberto Simonelli dieses Amt aus. Am 18. April 2021 wurde Gerardo Ippolito zum außerordentlichen Beauftragten ernannt.

## Sehenswürdigkeiten
- Die barocke Pfarrkirche Santi Apostoli Pietro e Paolo wurde 1702–1744 errichtet, der zweite Glockenturm allerdings erst 1954 vollendet.
- Die präromanische, schlichte Kirche Sant’Agostino stammt wahrscheinlich aus dem 11. Jahrhundert.
- In der Kirche Sant’Eleuterio werden die Reliquien des Stadtpatrons Eleutherius aufbewahrt.
- Im Archäologischen Park beim Teilort Isoletta sind die ausgegrabenen Reste der antiken Stadt Fregellae zu sehen.